# White Plains, New York
White Plains, New York là một thành phố quận lỵ quận Westchester trong bang California, Hoa Kỳ. Thành phố có tổng diện tích km², trong đó diện tích đất là km². Theo điều tra dân số Hoa Kỳ năm 2010, thành phố có dân số 56.733 người. Thành phố White Plains, New York là một phần của Vùng đô thị New York.
White Plains có cự ly 6 km về phía đông của sông Hudson và 2,5 dặm (4,0 km) phía tây bắc của Long Island Sound. Giáp phía bắc thị trấn Bắc Castle, phía bắc và phía đông của thị xã Harrison, về phía nam của thị xã Scarsdale và phía tây thị trấn Greenburgh.